# Liste der Pfarren im Dekanat St. Johann im Pongau
Das Dekanat St. Johann im Pongau ist ein Dekanat der römisch-katholischen Erzdiözese Salzburg.

## Pfarren mit Kirchengebäuden
| Pfarre                | Pfarrverband                                                  | Seit     | Patrozinium                                       | Kirchengebäude | Bild |
| Bischofshofen         | Bischofshofen – Mühlbach am Hochkönig                         | 8. Jhdt. | Hl. Maximilian                                    | Pfarrkirche Bischofshofen Liebfrauenkirche Bischofshofen, Georgikirche Bischofshofen, Kreuzbergkirche Bischofshofen in Kreuzberg, Buchbergkirche in Buchberg, Hauskapelle im Seniorenheim Bischofshofen, Missionshausfriedhof und Kapelle (Bischofshofen) in Kreuzberg, Götschenkapelle, Hörndlkapelle, Missionshaus St. Rupert in Kreuzberg |      |
| Goldegg im Pongau     | Goldegg im Pongau – Schwarzach im Pongau – St. Veit im Pongau | 1857     | Hl. Georg                                         | Pfarrkirche Goldegg im Pongau |      |
| Großarl               | Großarl – Hüttschlag                                          | 1806     | Hll. Martin und Ulrich                            | Pfarrkirche Großarl |      |
| Hüttschlag            | Großarl – Hüttschlag                                          | 1898     | Hl. Josef                                         | Pfarrkirche Hüttschlag |      |
| Kleinarl              | Kleinarl – St. Johann im Pongau – Wagrain                     | 1891     | Hl. Laurentius                                    | Pfarrkirche Kleinarl |      |
| Mühlbach am Hochkönig | Bischofshofen – Mühlbach am Hochkönig                         | 1859     | Hl. Sebastian                                     | Pfarrkirche Mühlbach am Hochkönig |      |
| Schwarzach im Pongau  | Goldegg im Pongau – Schwarzach im Pongau – St. Veit im Pongau | 1998     | Unbefleckte Empfängnis Mariä                      | Pfarrkirche Schwarzach im Pongau |      |
| St. Johann im Pongau  | Kleinarl – St. Johann im Pongau – Wagrain                     | 1560     | Hll. Johannes der Täufer und Johannes, Evangelist | Dekanatspfarrkirche St. Johann im Pongau Friedenskirche Hochgründeck |      |
| St. Veit im Pongau    | Goldegg im Pongau – Schwarzach im Pongau – St. Veit im Pongau | ca. 1000 | Hl. Vitus                                         | Pfarrkirche Sankt Veit im Pongau Kloster Maria im Paradies |      |
| Wagrain (Pongau)      | Kleinarl – St. Johann im Pongau – Wagrain                     | 1857     | Hl. Rupert                                        | Pfarrkirche Wagrain |      |

## Dekanat St. Johann im Pongau
Das Dekanat umfasst zehn Pfarren. Die Pfarren bilden vier Pfarrverbände.
Dechanten
- seit 1914 bis ? Michael Neureiter (Politiker, 1877), Pfarrer in St. Johann im Pongau